# Naxxar Lions FC
Naxxar Lions Football Club (obecně známý jako Naxxar Lions) je maltský fotbalový klub sídlící v Naxxaru. Soutěží v Maltese Premier League, nejvyšší úrovni maltského fotbalu.